# 28 Pegasi
28 Pegasi är en vit jätte i stjärnbilden Pegasus.
28 Pegasi har visuell magnitud +6,44 och är knappt synlig för blotta ögat vid mycket god seeing. Den befinner sig på ett avstånd av ungefär 680 ljusår.